# Sandra Passarinho
Sandra Almada Laukenickas, conhecida como Sandra Passarinho (Rio de Janeiro,14 de abril de 1950), é uma jornalista e repórter brasileira.

## Biografia
Filha de pai lituano e mãe brasileira, Sandra estudou no Instituto de Filosofia e Ciências Sociais da Universidade Federal do Rio de Janeiro. Durante quase toda sua vida profissional, trabalhou como repórter da Rede Globo. Foi a primeira correspondente internacional da Rede Globo nos anos 70, a fazer cobertura jornalistica a Revolução dos Cravos.
Adotou o pseudônimo de "Sandra Passarinho" no início da carreira pela alcunha que lhe foi dada pelo cartunista Borjalo em razão de sua pequena estrutura física.
Recebeu e foi indicada a diversos prêmios por seu trabalho; entre os mais recentes está a indicação à final do Prêmio Imprensa, entregue pela Embratel, com a reportagem "Oscar Niemeyer - 100 anos", que fez juntamente com Graziela Azevedo, Júlio Mosquéra, Sônia Bridi e Narrimann Sible. Sandra teve passagens pela Globo entre 1969 e 1982, além de trabalhar na BBC e uma curta passagem pela Rede Manchete. Sandra ficou na Rede Globo até dezembro de 2019, quando pediu demissão após 50 anos para se dedicar a projetos pessoais.